# Пачелма (река)
Пачелма (устар. Печелма) — река в России, протекает по Пачелмскому району Пензенской области. Длина реки составляет 24 км, площадь водосборного бассейна 158 км².
Начинается в дубовом лесу к юго-востоку от деревни Владычкино. В самых верховьях течёт на северо-запад, затем поворачивает на юго-запад. Протекает через Красные Озёра, после чего направляется на юг. Пересекает село Пачелма, протекает через Дмитриевку. Устье реки находится в 430 км по правому берегу реки Ворона на высоте 158,1 метра над уровнем моря.
Основной приток — речка Разнозванка — впадает справа.

## Данные водного реестра
По данным государственного водного реестра России относится к Донскому бассейновому округу, водохозяйственный участок реки — Ворона, речной подбассейн реки — Хопер. Речной бассейн реки — Дон (российская часть бассейна).
Код объекта в государственном водном реестре — 05010200212107000006205.